# Frena
Frena è il terzo singolo estratto da Smack!, album d'esordio della cantante italiana Carlotta, pubblicato nel maggio 2000 per la Carosello.

## Descrizione
Il brano è stato il maggior successo dell'interprete, stazionando per oltre cinque mesi fra i 20 dischi più programmati dalle radio italiane, e vincendo la sezione Giovani del concorso Un disco per l'estate 2000.
La canzone è stata usata in Italia come colonna sonora di uno spot della Citroën e di una campagna pubblicitaria indetta dal Ministero della salute. Nel gennaio 2009, a quasi nove anni dalla sua uscita, la canzone è tornata inaspettatamente nella top 10 digital download, senza alcuna chiara motivazione. Per spiegare il suo ingresso sono stati ipotizzati degli errori nella realizzazione della classifica, o un intervento esterno con ripetuti acquisti da parte dell'entourage dell'artista.

## Classifiche
| Classifica (2009) | Posizione raggiunta |
| ----------------- | ------------------- |
| Italia            | 10                  |

## Cover
Nel 2001 la canzone è stata reincisa con il titolo Frena - Guido per vivere da un gruppo di cantanti e personaggi del mondo dello spettacolo formato da Ambra Angiolini, Jerry Calà, Umberto Smaila, Lorenzo Ciompi, Adriana Volpe, Jimmy Ghione, Walter Zenga, Franco Ligas, Stefano Tacconi, Idris, Mirka Cesari, Alberto Rossi e Francesca Piri per una campagna di sensibilizzazione alla sicurezza stradale. Il ricavato dalle vendite è stato devoluto beneficenza all'associazione "Montecatone" per lo sviluppo delle nuove tecniche di riabilitazione.